# قصف تشاسيف يار
في 9 يوليو 2022 نفذ الجيش الروسي ضربة صاروخية على مبنيين سكنيين في مدينة تشاسيف يار، أوبلاست دونيتسك، أسفر الهجوم عن مقتل 48 شخص على الأقل وانهيار مبنى سكني مكون من خمسة طوابق بشكل جزئي.